# Orang Abung
Orang Abung é um povo malaio que habita a região de Lampung (sul de Sumatra). Pratica a agricultura itinerante e foi caçador de cabeças.